# Diana de Wolff
Diana Judith Benvenuta (Diana) de Wolff (Heemstede, 24 oktober 1959) is een Nederlands juriste en politica. Namens GroenLinks was zij van 8 juni 1999 tot 12 juni 2007 lid van de Eerste Kamer der Staten-Generaal, vanaf 10 juni 2003 als fractievoorzitter van GroenLinks.

## Levensloop
De Wolff bezocht een openbare lagere school in Soest, om vervolgens tussen 1971 en 1977 het Stedelijk Gymnasium Johan van Oldenbarnevelt van Amersfoort te doorlopen. Tussen 1977 en 1982 studeerde ze Nederlands recht aan de Rijksuniversiteit Utrecht met als afstudeerrichting strafrecht. Tussen 1983 en 1993 werkte zij als advocaat en procureur bij Advokatenkollektief Sloetstraat te Arnhem. Tussen 1993 en 1998 werkte ze als beleidsmedewerker sociale zaken van de GroenLinks-fractie in de Tweede Kamer. In 1999 promoveerde ze aan de Katholieke Universiteit Nijmegen in de rechtsgeleerdheid op "De arbeidsovereenkomst voor bepaalde tijd". In 1998 keerde ze terug naar de advocatuur bij Stadhouders Advocaten te Utrecht, waar zij tevens partner is. Daar houdt zij zich bezig met arbeidsrecht en sociale zekerheidsrecht. Vanaf 1 januari 2012 is zij adviseur arbeidsrecht bij Stadhouders Advocaten.
In 1999 werd De Wolff lid van de Eerste Kamer voor GroenLinks. Ze was woordvoerder justitie en sociale zaken en werkgelegenheid. Als een van vijf principiële republikeinen van GroenLinks die meenden dat nooit een wetsvoorstel mocht worden gesteund waarmee het continueren van de monarchie werd bevorderd, stemde ze in 2001 tegen het huwelijk van prins Constantijn en Laurentien Brinkhorst. In 2003 werd ze lijsttrekker en fractievoorzitter. In 2007 stelde zij zich niet herkiesbaar. De Wolff is vanaf 2002 tevens raadsheer-plaatsvervanger bij het Gerechtshof 's-Hertogenbosch. Van 2008 tot 2013 was zij lid van de algemene raad van de Nederlandse orde van advocaten, vanaf 2012 als waarnemend deken. Van 2015 tot 2017 was zij advocaat-lid van het Hof van Discipline.
De Wolff is sinds 1 maart 2017 bijzonder hoogleraar Advocatuur aan de Faculteit der Rechtsgeleerdheid van de Universiteit van Amsterdam. De leerstoel is ingesteld vanwege de Stichting Leerstoel Advocatuur, en wordt mogelijk gemaakt door de Nederlandse Orde van Advocaten. Het gaat om een benoeming voor vijf jaar. De Wolff volgde Britta Böhler op, die de leerstoel sinds 2012 bekleedde. Op 13 mei 2022 werd zij lid van de Commissie advocatendiensten aan de Staat. Deze onderzoekscommissie zal kijken naar de wijze waarop de Rijksoverheid in de toekomst moet worden geadviseerd en bijgestaan in kwesties die om onafhankelijke juridische vertegenwoordiging of bijstand vergen. De commissie is gevraagd om uiterlijk 1 december 2022 het rapport aan het kabinet aan te bieden.
- Gemeinsame Normdatei: 173329284
- International Standard Name Identifier: 0000 0003 9858 1837
- Library of Congress Control Number: n00107344
- Nederlandse Thesaurus van Auteursnamen: 07021364X
- Parlement.com: vg09llkruuz7
- Virtual International Authority File: 205222877
- WorldCat: E39PBJbRq7HxBMCRvRd7P9hGpP